# Domenico Cecchi
Domenico Cecchi, genannt „il Cortona“ (* um 1650–1655 in Cortona; † 1717–1718 in Cortona oder Wien) war ein italienischer Opernsänger und Kastrat (Sopran).

## Leben
Sein Künstler- oder Spitzname bezieht sich auf seine Geburtsstadt Cortona, könnte aber auch eine ehrenvolle Anspielung auf den berühmten Barockmaler und Architekten Pietro da Cortona sein.
Domenico begann seine Ausbildung unter dem Maestro der Kathedrale von Cortona, Placido Basili, in dessen Oper Forza d’amore er 1673 auch sein öffentliches Debüt hatte (in Cortona). Im Karneval 1673 sang er in Bologna im Teatro Formagliari in einer Oper Nino (eines unbekannten Komponisten) und die Rolle der Anassandra in Cavallis Antioco (Libretto von Francesco Minato). Dabei wurde er zum ersten Mal von Giovanni Battista Melonari bemerkt, dem persönlichen Talentsucher des Herzogs von Mantua.
Nachweisbar ist er erst wieder 1679, als er in Venedig in Sartorios I duoi tiranni al soglio auftritt. Auch im Karneval 1681-82 war Cortona in Venedig und sang mit großem Erfolg im Teatro Grimani (San Giovanni Grisostomo ?), wofür er 480 Zecchinen als Gage erhielt. Mittlerweile war er so berühmt, dass er vom „Musikkaiser“ Leopold I. für einige Monate nach Wien eingeladen wurde. Danach ging Domenico nach Rom zu Christine von Schweden, für die er bis Juni 1682 sang. 1683–84 kehrte er zurück nach Venedig.
In die Regierungszeit des besonders sittenstrengen Papstes Innozenz XI. (1676–1689) fällt die vielleicht bekannteste Anekdote über Cortona, der sich in eine Frau verliebte und sie heiraten wollte. Dies war ein grundsätzliches Problem, da die katholische Kirche Ehen von Kastraten streng verbot. Daher wandte sich der Sänger in einem Schreiben direkt an den Papst und bat ihn um eine Sondererlaubnis. Angeblich soll er sich dabei zu der wenig überzeugenden Ausrede haben hinreißen lassen, dass seine Kastration nicht richtig ausgeführt worden sei, jedenfall lehnte Innozenz XI. kategorisch ab, und soll geantwortet haben: „…dann soll er sich besser kastrieren lassen“.
In seiner Karriere dagegen eilte Cortona von Erfolg zu Erfolg. 1685 ist ein Aufenthalt in Modena nachgewiesen, wo er in dem Oratorium Il Mosé von Giacomo Antonio Perti sang. Im folgenden Karneval in Venedig hörte ihn Kurfürst Johann Georg III. von Sachsen in einer Opernaufführung, und war so begeistert, dass er ihn sogleich engagieren wollte; vermutlich zusammen mit der Sängerin Margherita Salicola, die Johann Georg in Venedig in Pallavicinos Penelope la casta hörte und auch nach Dresden holte – mit diplomatischen Verwicklungen als Folge, da diese bereits zu den Sängern des Herzogs von Mantua gehörte.
In München 1688 sang Cortona zusammen mit Margherita Salicola und anderen Virtuosen in einer prächtigen Opernaufführung, deren Komponist nicht bekannt ist, von der man aber weiß, dass sich ihre Kosten auf 50.000 Fiorin beliefen. Im darauffolgenden Jahr kehrte der Sänger nach Italien zurück und erschien im November 1689 in Modena in der Titelpartie von Domenico Gabriellis Il Maurizio und in Legrenzis Eteocle e Polinice an der Spitze eines herausragenden Sängerensembles, zu dem in beiden Fällen auch der berühmte Siface (Giovanni Francesco Grossi) gehörte.
Vermutlich um diese Zeit trat Cortona als virtuoso in die Dienste des Herzogs von Mantua, Ferdinando Carlo, für den er längerfristig tätig war und der ihn auch an andere Fürsten und an diverse Theater „auslieh“.
Zwischen 1689 und 1699 sang er regelmäßig am Teatro Ducale in Mailand in mindestens acht Opern, darunter in den Uraufführungen von Lonatis L’Aiace (1694) – neben Siface (Giov. Fr. Grossi) und Maria Maddalena Musi – und von Pertis Ariovisto.
Als ein Glanzpunkt seiner Karriere gilt die 1690 in Parma zelebrierte Hochzeit von Odoardo Farnese mit Dorothea Sofia, der Tochter des Kurfürsten Philipp Wilhelm von der Pfalz. Dabei sang Cortona am 25. Mai in einer grandiosen Prunkaufführung von Bernardo Sabadinis Il Favore degli Dei im Teatro Farnese eine der Hauptrollen in einer Produktion, zu deren 25 Solisten wiederum Siface (Giov. Fr. Grossi) und der Altist Francesco Antonio Pistocchi gehörten.
Nach erfolgreichen Auftritten in Reggio Emilia, war Cortona im Januar 1691 in Rom, wo er am Teatro Tor di Nona in der extravaganten Aufführung der Oper Il Colombo ovvero l’India scoperta die Rolle des Fernando sang (neben 4 anderen Kastraten). Das Libretto stammte von Kardinal Pietro Ottoboni und die Musik wahrscheinlich von Giovanni Bononcini. Trotz der prächtigen Bühnenbilder und hohen Kosten war diese Oper ein fürchterlicher Misserfolg und Opfer zahlloser „Pasquinaden“ – einzig und allein Cortona erhielt Applaus und wurde gelobt. Zu allem Überfluss mussten er und die anderen Sänger nach wenigen Aufführungen wegen einer Pestepidemie Rom verlassen.
1691 und 1693 sang er in Genua, unter anderem in Il Pompeo von Perti, und 1693 auch in Ferrara, wo er neben Vittoria Tarquini in Bernardo Pasquinis Lisimaco auftrat. 1694 folgte ein Aufenthalt am Hof zu Mantua. Im Mai desselben Jahres fuhr er nach Bologna und sang am Teatro Malvezzi neben der berühmten Maria Maddalena Musi die Hauptrolle in der Oper La Forza della virtù, mit Musik von Carlo Francesco Pollarolo und Giacomo Antonio Perti. Die Oper war ein so großer Erfolg, dass man auf Wunsch des Publikums zwei zusätzliche Aufführungen geben musste.
1696 in Reggio Emilia sang Cortona wieder auf einer Fürstenhochzeit. Im selben Jahr folgte ein Engagement an das bedeutende Teatro San Bartolomeo in Neapel, wo er unter anderem am 18. November die Titelrolle in Alessandro Scarlattis Commodo Antonino sang, und am 27. Dezember in der Uraufführung von Giovanni Bononcinis Erfolgsoper Il trionfo di Camilla, neben Vittoria Tarquini und Maddalena Musi. Vom neapolitanischen Publikum wurde Cortona so freundlich aufgenommen, dass er auch nach der Karnevalssaison noch eine Weile da blieb und „ein Leben wie ein Fürst“ führte.
Vermutlich war er von 1698 bis 1700 wieder (oder immer noch) im Dienst der Gonzaga, jedenfalls sang er im Juni 1699 in Mantua in der Uraufführung von Antonio Caldaras L’oracolo in sogno. Ferdinando de’ Medici, Fürst der Toskana, erwähnte den Sänger in einem Brief an den Herzog von Mantua, bei dem er sich persönlich dafür bedankte, dass Cortona für ihn singen durfte; er schrieb auch, dass dessen Auftritte in Alessandro Scarlattis Turno Aricino und anderen Werken „allgemeinen Beifall“ erhielten.
1701 und 1703 ist Cortona wieder in Genua, mit Auftritten als primo uomo in Aldrovandinis Mitridate in Sebastia, und in Giovanni Bononcinis Le Sabine rapite; zum Sänger-Ensemble der letzteren gehörte auch der junge Antonio Bernacchi.
Im Jahr 1704 (oder 1705?) begab sich der Sänger auf Einladung von Kurfürst Friedrich August von Sachsen (August dem Starken) nach Dresden, und von da an den Hof der Kaiser Leopold I. und Joseph I. nach Wien, wo er als Sänger und maestro di musica wirkte. Es heißt, er habe außerdem diplomatische Missionen für die Kaiser übernommen und sei dafür mit einer Sinekure belohnt worden.

Von Wien aus machte er 1707 Abstecher nach Venedig, um im Karneval im Teatro San Cassiano die männlichen Hauptrollen in Gasparinis Flavio Anicio Olibrio und in Antonio Lottis Teuzzone (Libretto von Apostolo Zeno) zu singen. Auch im folgenden Herbst war er am San Cassiano, mit Auftritten in Albinonis Astarto, in Pollarolos Falso Tiberino und in Gasparinis Engelberta.
Danach kehrte Cortona zurück nach Wien, wo er in den folgenden Jahren vor allem den Erzherzoginnen Musikunterricht erteilte. Nach dem Tode Josephs I. 1711 wurde er von Karl VI. ganz plötzlich entlassen.
Über die letzten Lebensjahre von Domenico Cecchi scheiden sich die Geister. Die einen behaupten, er habe ein trauriges Leben in Armut und ohne Freunde geführt und endete 1717–1718 in einem Hospital bei Wien. Nach einer zweiten Version kehrte er nach seiner Entlassung zurück in seine Heimat Cortona, wo er als reicher Mann Besucher empfing, bis kurz vor seinem Tode im Jahr 1717.

## Einzelanmerkungen
1. 1 2 3 4 5 6 7 8 9  Colin Timms: Cecchi Domenico (il Cortona), in: Grove Music online  (englisch), abgerufen am 29. Oktober 2019
2. 1 2 3 4 5 6 7 8 9 10 11 12 13 14 15 16 17 18 19 20 21 22 23  Elena Gentile: „CECCHI, Domenico, detto il Cortona“, in: Dizionario Biografico degli Italiani, Volume 23, 1979, online auf Treccani (italienisch; Abruf am 29. Oktober 2019)
3. ↑  Antioco (Francesco Cavalli) im Corago-Informationssystem der Universität Bologna.
4. ↑  deutsch: „Die zwei Tyrannen auf dem Thron“
5. ↑  Ein von Papst Sixtus V. am 7. Juni 1587 erlassenes Dekret verlangte als Bedingung für eine Eheschließung von einem Mann die Zeugungsfähigkeit (potentia generandi). Uta Ranke-Heinemann: Eunuchen für das Himmelreich. Vollständige Taschenbuchausgabe, 5. Auflage, Droemer Knaur, München 1996, ISBN 3-426-04079-4, S. 258 ff.
6. ↑  Patrick Barbier: Historia dos Castrados. Lissabon 1991, S. 143 und S. 163.
7. ↑  Il Mosé conduttor del popolo ebreo (Giacomo Antonio Perti) im Corago-Informationssystem der Universität Bologna.
8. ↑  Il Maurizio (Domenico Gabrielli) im Corago-Informationssystem der Universität Bologna.
9. ↑  Eteocle e Polinice (Giovanni Legrenzi) im Corago-Informationssystem der Universität Bologna.
10. ↑  L’Aiace (Carlo Ambrogio Lonati) im Corago-Informationssystem der Universität Bologna.
11. ↑  Ariovisto (Giacomo Antonio Perti) im Corago-Informationssystem der Universität Bologna.
12. ↑  „Die Gunst der Götter“
13. ↑  „Columbus oder das entdeckte Indien“
14. ↑  Il Pompeo (Giacomo Antonio Perti) im Corago-Informationssystem der Universität Bologna.
15. ↑  Lisimaco (Bernardo Pasquini) im Corago-Informationssystem der Universität Bologna.
16. ↑  Il trionfo di Camilla, regina de' Volsci (Giovanni Bononcini) im Corago-Informationssystem der Universität Bologna.
17. ↑  „Das Orakel im Traum“
18. ↑  L’oracolo in sogno (Antonio Caldara) im Corago-Informationssystem der Universität Bologna.
19. ↑  Mitridate in Sebastia (Giuseppe Antonio Vincenzo Aldrovandini) im Corago-Informationssystem der Universität Bologna.
20. ↑  „Der Raub der Sabinerinnen“
21. ↑  Le Sabine rapite (Giovanni Bononcini) im Corago-Informationssystem der Universität Bologna.
22. ↑  John Rosselli: The Castrati as a Professional Group and a Social Phenomenon, 1550–1850. In: Acta Musicologica, Band 60, fascicule 2, Mai-August 1988, S. 143–179, hier: S. 169.

| Personendaten    | Personendaten                      |
| ---------------- | ---------------------------------- |
| NAME             | Cecchi, Domenico                   |
| ALTERNATIVNAMEN  | Il Cortona; Cortona                |
| KURZBESCHREIBUNG | italienischer Opernsänger, Kastrat |
| GEBURTSDATUM     | um 1650–1655                       |
| GEBURTSORT       | Cortona                            |
| STERBEDATUM      | 1717 oder 1718                     |
| STERBEORT        | Cortona oder Wien                  |